# Villa Rein (Bad Reichenhall)

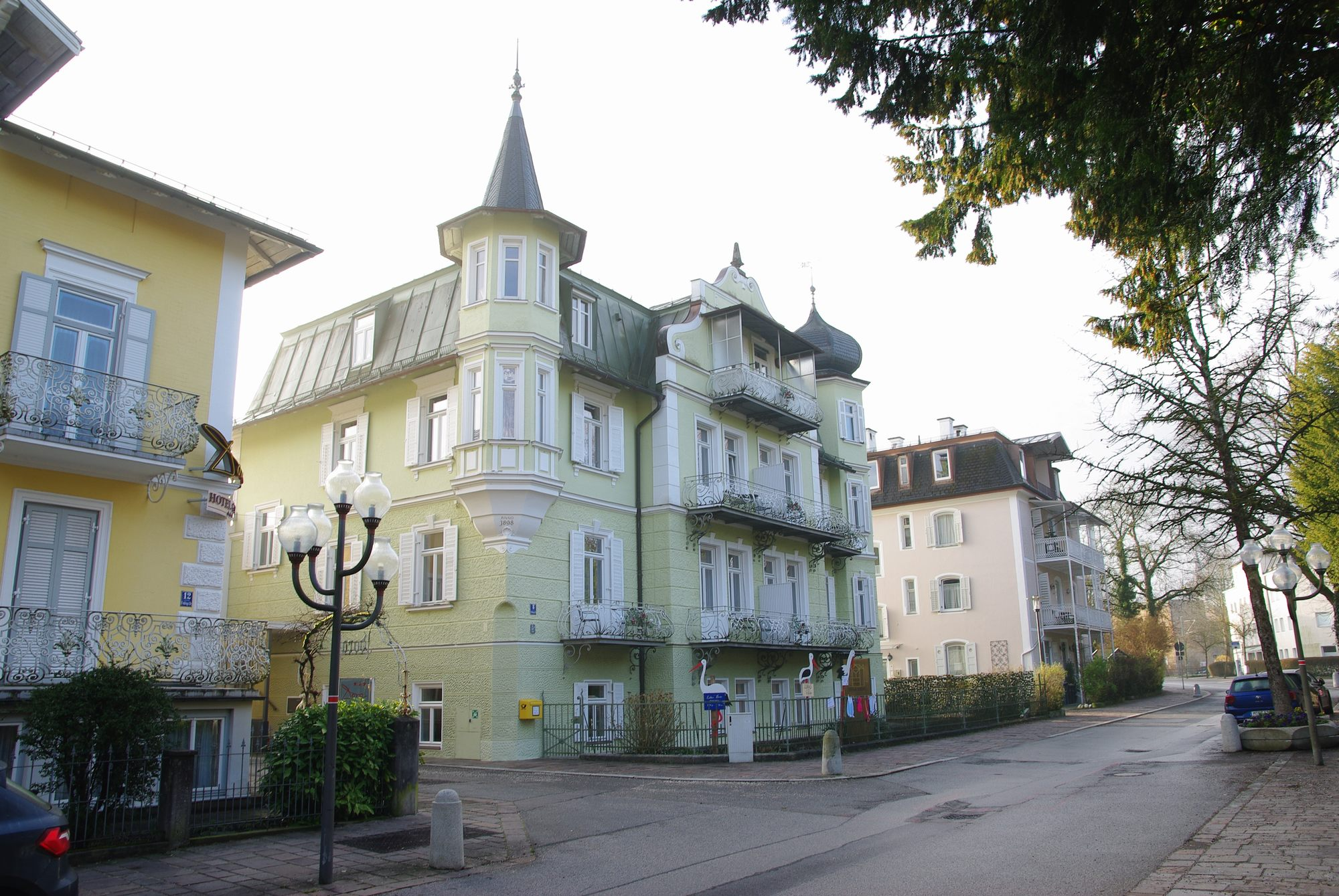
Villa Rein, Ansicht von Norden

Die Villa Rein ist eine Villa und ehemalige Kurpension in der Frühlingstraße in Bad Reichenhall. 
Sie steht unter Denkmalschutz und ist unter der Nummer D-1-72-114-26 in die Bayerische Denkmalliste eingetragen.

## Geschichte
Der Bau der Villa Rein fällt in die Blütezeit des Kurbetriebs in Bad Reichenhall um die Jahrhundertwende. In dieser Zeit entstanden Dutzende Hotels, Kurpensionen und Fremdenheime im heutigen Stadtgebiet. Die heutige Frühlingstraße – die bis etwa 1900 noch Grüne Gasse hieß – gehörte wie die Weiler Vogelthenn und Traunfeld zur Hofmark des Stifts St. Zeno. Dieser Bereich und andere Neubaugebiete lagen im Gebiet der damals noch eigenständigen, ländlich geprägten Gemeinde St. Zeno. 
Der Luftangriff auf Bad Reichenhall am 25. April 1945 galt den beiden Bahnhöfen der Stadt. Dabei wurde auch die Frühlingstraße, die sich in unmittelbarer Nachbarschaft der Gleisanlagen des Hauptbahnhofs befindet, schwer in Mitleidenschaft gezogen. An diesem Tag starben in der Frühlingstraße mindestens 44 Menschen. In der Villa Rein befand sich zum Zeitpunkt des Angriffs noch ein Kinderlandverschickungslager, das Rückgebäude wurde leicht beschädigt. Das gegenüberliegende Haus Nr. 3, sowie die benachbarten Häuser 12 ½, 12 ⅓, 12a und 12b wurden völlig zerstört.
Von 2018 bis 2019 wurde die Villa Rein umfassend und in Rücksicht auf den Denkmalschutz umgebaut. Dabei wurde der Innenbereich saniert und modern gestaltet. Das bisherige Hotel garni wurde dabei zum individuellen Boutique-Hotel. Der Bruder des Inhabers war beim Umbau der für das Projekt verantwortliche Architekt.

## Beschreibung
Das Gebäude der Villa Rein hat einen Schweifgiebel-Risalit, Eckerkertürmchen, ein Mansarddach und Balkons im Jugendstil. Das Bauwerk ist mit dem Jahr 1898 bezeichnet.

## Lage
Villa Rein befindet sich nahe dem Anfang der Frühlingstraße, unweit der Kreuzung Frühling-, Traunfeld- und Von-Heinleth-Straße.